# 香䲗
香䲗（学名：Callionymus olidus）为䲗科斜棘䲗屬的鱼类。分布于朝鲜，包括台湾海峡、东海等海域，多生活于河口咸淡水区及江河下游纯淡水区。该物种的模式产地在上海。其种加词“olidus”意为“有气味的”。